# 이타쿠라 가쓰키요 (1706년)
이타쿠라 가쓰키요(일본어: 板倉勝清, 1706년 ~ 1780년 6월 30일)는 일본 에도 시대의 다이묘로, 관위는 종4위하, 사도노카미, 시종이다. 시게카타계 이타쿠라가 제3대 당주.
이타쿠라 시게아쓰의 장남으로 태어났다. 1717년에 가문을 계승하여 이즈미번주가 되었다. 1735년에 지샤부교, 와카도시요리에 임명되면서, 이후로 오랫동안 와카도시요리로 근무한다. 1746년에는 이즈미에서 사가라번으로, 1748년에 5천 석을 추가받고 이듬해 안나카번으로 전봉을 거듭하였다. 1747년, 본가에 해당하는 가쓰키요가 분가로 하타모토 7천 석인 이타쿠라 가쓰카네를 행실 불량을 이유로 폐적하려 하자, 이에 앙심을 품은 가쓰카네가 가쓰키요를 살해하려다가 잘못하여 구마모토번주 호소카와 무네타카를 살해하는 사건이 발생했다. 1760년에는 소바요닌에 임명되었고, 1767년에는 니시노마루 로주격이 되어, 1만석이 가증되면서 3만석 영지를 다스리게 되었다. 1769년 음력 8월 18일에는 로주가 되었고, 1780년 음력 5월 28일, 재직중 75세의 나이로 생을 마감했다. 맏아들 가쓰토시가 그 뒤를 이었다.
| 전임 이타쿠라 시게아쓰 | 제2대 이즈미번 번주 (이타쿠라가) 1717년 ~ 1746년 | 후임 혼다 다다유키 |

| 전임 혼다 다다유키 | 사가라번 번주 (이타쿠라가) 1746년 ~ 1749년 | 후임 혼다 다다나카 |

| 전임 나이토 마사미쓰 | 제1대 안나카번 번주 (이타쿠라가, 재봉) 1749년 ~ 1780년 | 후임 이타쿠라 가쓰토시 |

| 전임 오오카 다다미쓰 | 에도 막부 소바요닌 1760년 ~ 1767년 | 후임 다누마 오키쓰구 |